# Частина 10: Пасажир
Частина 10: Пасажир — десятий епізод американського телевізійного серіалу «Мандалорець» і друга частина другого сезону. Написана та зрежисована Пейтоном Рідом, випущена на «Disney+» 6 листопада 2020 року. Головну роль грає Педро Паскаль — Мандалорець, самотній мисливець за головами. Українською мовою серія озвучена студією «Стругачка».

## Зміст
Мандалорець скутером повертається з полювання на крайт-дракона. Якісь невідомі готують йому пастку. Мандо і Дитя випадають зі скутера й на нах нападають. Головною ціллю нападників є Дитя. Мандо виторговує Дитя за свій реактивний ранець. Однак через хвилину ранець повертається до власника — вже без джави.
Мандалорець з Дитям розпеченою пустелею пішки повертається до корабля. Комахоподібна істота що грала в карти з Пелі Мотто повідомляє Мандалорцю контакт на тих хто знає де знайти людей його роду. Мандалорець погоджується доставити Жабу-Леді і її їкринки з Татуїна на місяць в системі Траск, де її чоловік запліднить яйця в обмін на інформацію про інших мандалорців. Через крихкості ікрнок вони повинні рухатися повільнио — на субсвітловій швидкості. Під час польоту шкідливе Дитя весь час намагається з'їсти ікринки. У своїй подорожі вони стикаються з винищувачами X-wing, які змушують Мандалорця вирушити до найближчої крижаної планети, тому що його розшукує Нова Республіка за участь у втечі з в'язниці «Ботан-5»; він зазнає аварії на планеті й провалюється під кригу.
Леді-Жаба обходить захисний протокол зламаного дроїда і звертається до Мандо. Леді-Жаба вирушає вглиб крижаної печери з ікринками — вона там знайшла геотермальне джерело. Поки Мандалорець збирає в спеціальний посуд ікринки, Дитя знаходить численні яйця в крижаній печері, з яких вилуплюється рій павукоподібних істот — а заними виходить і їх матір. Втікаючи Леді-Жаба змушена стрибати по-жаб'ячи. Мандалорець, Дитя і Леді-Жаба опинилися в пастці на поламаному «Гострому Гребені».
Коли павученя захоплює Дитя Леді-Жаба своїм стрільнем знищує його. Мандалорець зумів з пасажирами забарикадуватися в кабіні і намагається підняти корабель — але зверху стрибає матка. Вона пробиває ходилами кабіну — і наманається прогризти лобове скло. Пілоти «X-wing» знаходять їх і не вбивають істот. Вони пояснюють, що, оскільки Мандалорець допоміг затримати після втечі з в'язниці трьох злочинців та ризикував життям задля порятунку лейтенант Нової Республіки, вони відмовляться від ордера на арешт і залишать його з попередженням.
Після того, як Мандалорець закінчує сякий-такий ремонт, пошматований «Гострий Гребінь» злітає і продовжує свій шлях на Траск. Малюк встигає вкрасти у Леді-Жаби ікринку і з'їсти її.

## Створення
Епізод написаний творцем серіалу Джоном Фавро, а режисером став Пейтон Рід.
Художник Ральф Маккуоррі спочатку спроєктував «горбистих білих павуків» для появи на болотах планети Дагоба в фільмі 1980 року «Зоряні війни: Імперія завдає удару у відповідь».
Філ Шостак, менеджер з творчого напряму в «Лукасфільмі», порівняв Дитя, яке їсть яйця Леді-Жаби, зі споживанням куряих яєць: «Але очевидно, що кури не є розумними істотами, і Дитя, яке їсть яйця, ніби заважає — для комедійного ефекту».

## Сприйняття
На «Rotten Tomatoes» серія отримала рейтинг схвалення 84 % — на основі відгуків 51 критика із середнім рейтингом 6,83/10. Резюме критиків вебсайту наступне: "«Глядачі, які шукають більш розповідних напрямів, можуть побачити, що його вражаюче газування на місці більше засмучує, ніж розважає».
Лорен Морган з «Entertainment Weekly» надала епізоду позитивний відгук та написала: «Другий епізод сезону все ще залишається досить цікавим, оскільки апетит у Дитини викликає хаос, і Мандо знаходить Нову Республіку „за хвостом“». Х'ю Фуллертон з «Radio Times» оцінив серію в 3 зірки з 5 і написав: «Хоча епізод — все ще насичена розвага, яку ми очікували від Мандалорця… це, безумовно, менш самостійна історія як Мандо (Педро Паскаль) відбиває смертельних крижаних павуків дорогоцінним вантажем». Разом з тим він критикував неможливість дати персонажу власне ім'я, не віддаючи данину традиціям цікавих імен персонажів у Зоряних війнах.
Тайлер Герско з «IndieWire» дав епізоду оцінку «С», високо оцінивши підхід епізоду, орієнтований на жахи, але критикуючи відсутність імпульсу розвитку вперед та сюжетної лінії та персонажа. Купер Гуд з «Screen Rant» назвав епізод «невтішним», зазначивши, що «він більше схожий на перехідний епізод, ніж на той, який є життєво важливим для розповіді сезону „Мандалорця“».
Жаба-леді була позитивно сприйнята шанувальниками «Зоряних воєн».
Станом на березень 2021 року на сайті Internet Movie Database серія отримала рейтинг схвалення 7.9 із можливих 10 при 17976 голосах.

## Знімались
- Педро Паскаль — Мандалорець
- Емі Сердаріс — Пелі Мотто
- Місті Росас — Леді-Жаба
- Річард Айоаді — Зеро
- Пол Сун-Хьон Лі — капітан Карсон Тева
- Дейв Філоні — Трапер Вольф
- Ді Бредлі Бейкер — голос Леді-Жаби